# Липчин, Нохим Нахманович
Нохи́м Нахма́нович Ли́пчин (25 мая 1910, с. Черневка, Луполовский уезд, Могилевская губерния, Российская империя — 2 ноября 2002, США) — советский учёный-физик, доктор технических наук (1967), профессор (1969), один из создателей и зав. кафедрой технологии металлов и энергетики Пермского университета (1954—1960), создатель и первый зав. кафедрой металловедения и термической обработки металлов Пермского политехнического института (1960—1981). Лауреат премии им. Д. К. Чернова (1975). Основатель пермской научной школы по металловедению, специалист в области фазовой перекристаллизации сталей и сплавов при нагреве.

## Биография
В 1935 — окончил Ленинградский индустриальный институт по специальности инженер-металлург.
В 1935—1941 — работал на Харьковском турбогенераторном заводе: инженер, старший инженер, начальник термической лаборатории.
В 1941—1950 — работал на Турбомоторном заводе (Свердловск): старший мастер, начальник цеха, начальник ЦЗЛ, главный металлург.
В 1950—1954 — работал на заводе «Главэкскаватор» (Свердловск): начальник цеха, главный технолог. Без отрыва от производства защитил кандидатскую диссертацию в 1950 году.
В 1954—1960 — доцент, с 1960 — зав. кафедрой «Технология металлов и энергетики» технического факультета Пермского университета.
В 1960 году кафедра «Технология металлов и энергетики» вместе с кафедрой «Химическая технология неорганических веществ» С. А. Амировой при отделении техфака ПГУ была переведена в создаваемый Пермский политехнический институт и объединена с кафедрой «Технология металлов» вечернего машиностроительного института. Кафедра получила название «Металловедения и термической обработки металлов» (МТО); возглавил её Н. Н. Липчин и руководил ей до 1981 года.
C 1967 — доктор технических наук, с 1969 — профессор.
Постановлением Президиума центрального правления НТО Машпром от 19 ноября 1975 года Н. Н. Липчину по итогам Всесоюзного конкурса присуждена Первая премия имени Д. К. Чернова «За фундаментальные исследования по фазовым и структурным превращениям при нагреве металлов и сплавов».
Подготовил 12 кандидатов наук. Автор более 175 печатных работ, соавтор разнообразных патентов (см. здесь и здесь.

## Избранные работы
См. работы Н. Н. Липчина в генеральном алфавитном каталоге книг на русском языке (1725—1998) с карточки 1 по 12.